# Santa Casa de Misericórdia de Porto Alegre

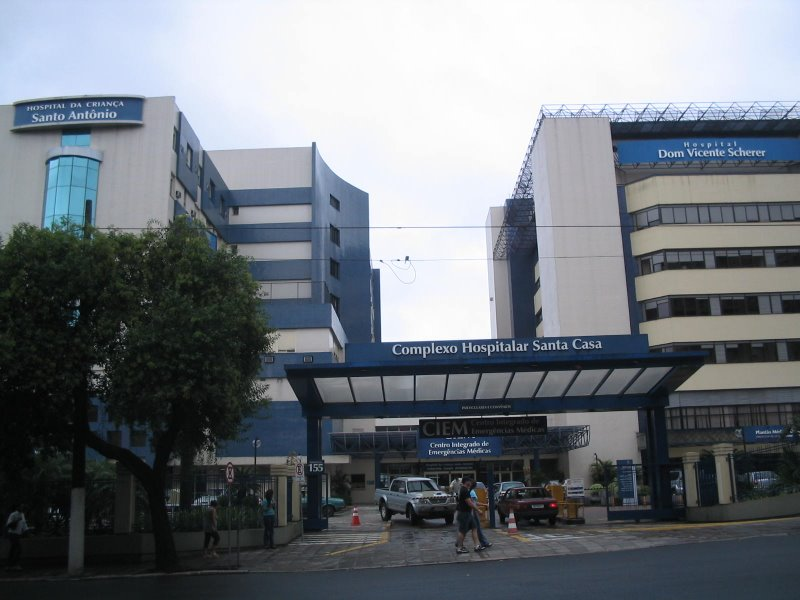
Dos hospitales del complejo de Santa Casa de Misericórdia de Porto Alegre.

El complejo sanitario Santa Casa de Misericórdia de Porto Alegre es un conjunto de hospitales de varias especialidades médicas localizado en el centro de la ciudad de Porto Alegre. Son los hospitales universitarios pertenecientes a la Fundación de la Facultad Federal de las ciencias médicas de Porto Alegre (UFCSPA). 

## Historia
A principios del siglo XIX, Porto Alegre no disponía de ningún hospital, y los enfermos eran atendidos en sus domicilios o, en condiciones precarias, en los dos "albergues-enfermarias" existentes, construidas hacia 1795 en la Praia do Arsenal. Estas enfermerías eran administradas, de un lado, por Ângela Reiuna y José Antônio da Silva y, por otro lado, por José da Silva Flores y Luís Antônio da Silva.

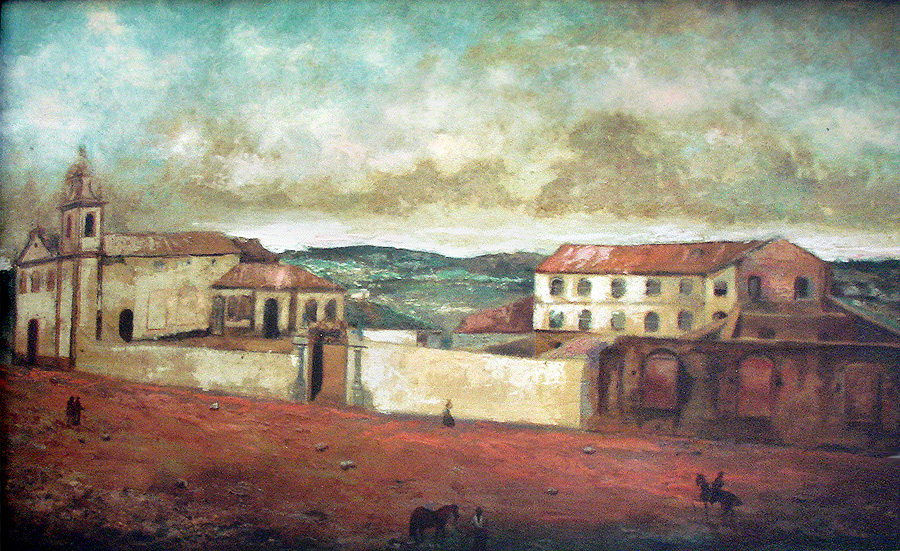
Aspecto de Santa Casa a mediados del. Archivo del Museu Júlio de Castilhos.

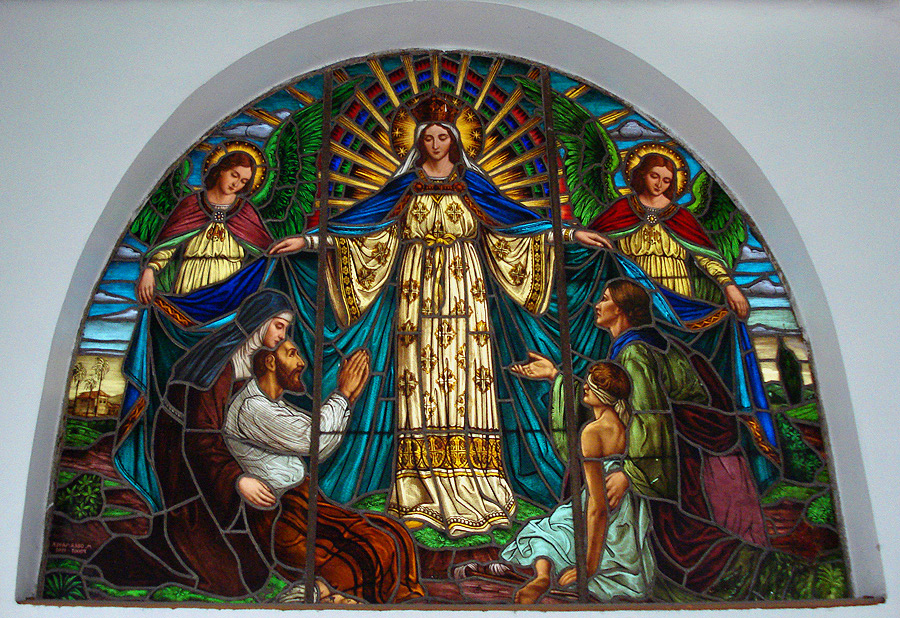
Nuestra Señora de la Misericordia, Edificio histórico de Santa Casa.

Llegado a la provincia de Irmão, Joaquim Francisco do Livramento, dedicado a obras de caridad y habiendo fundado previamente la Santa Casa de Misericórdia do Desterro, en la Ilha de Santa Catarina, se asoció con los dos últimos benefactores antedichos con la finalidad de crear en Porto Alegre una institución semejante. Como dichas instituciones necesitaban de una autorización Real para funcionar, el 3 de abril de 1802 el Senado de la Cámara municipal elaboró una petición al Príncipe Regente Don Juan para obtener dicho permiso. Un Real Aviso de 14 de mayo del mismo año fue enviado por el gobernador de la Capitanía, Paulo José da Silva Gama, autorizando la realización de una misa en el lugar del proyecto y otorgando poderes a la Cámara municipal para que eligiese la primera Mesa Administrativa (consejo de administración) del Hospital de Caridade de Porto Alegre, lo que se materializó con fecha de 19 de octubre de 1803. Se escogió como tesorero o gerente a José Francisco da Silva Casado, como escribano a Joaquim Francisco Álvares, y como administrador provisional a Luís Antônio da Silva. El día 23 se designó como primer administrador al propio Gobernador Paulo da Gama.
Hacia finales de 1803, comenzó la construcción de la sede, bajo la dirección del brigadier Francisco João Rocio hasta 1806, año de su muerte. Los Administradores siguientes, el Marquês de Alegrete y el Conde da Figueira, planearon alterar la finalidad del hospital para que atendiese sólo a pacientes militares, lo que generó conflictos internos que perjudicarán la evolución del proyecto. El 29 de mayo de 1822 el Príncipe Don Pedro confirmó a la Irmandade da Santa Casa las prerrogativas comunes a las otras Misericórdias, y la Administración del desembargador fue asumida por Luís Correia Teixeira de Bragança, lo que ayudará a la defensa de los intereses legítimos de Santa Casa contra los conflictos generados por los Proveedores anteriores. Consiguió terminar las primeras enfermerías, la cocina y la capilla, y paso la administración al Visconde de São Leopoldo, que encontró una institución en condiciones de entrar en funcionamiento.
Los primeros enfermos fueron admitidos el 1 de enero de 1826, y en 1837 Santa Casa pasó a ocuparse de los niños expósitos, pasando a recibir subvenciones gubernamentales y a poseer algunos terrenos de la ciudad, con sus respectivas rentas. Por la administración de Santa Casa pasarán diversas figuras ilustres, como el Barão de Caxias, o el Mariscal Luís Manuel de Lima e Silva, o el Barão de Guaíba, o el Barão de Gravataí o el Dr. Ramiro Barcellos. 
El Hospital de San Francisco, para no indigentes, fue erigido bajo la administración del Dr. Aurélio de Lima Py, entre 1926 y 1930. La Maternidad Mário Totta fue creada en 1940, y más tarde florecieron otras instituciones, como el Hospital pediátrico de San Antonio, o el Hospital de Cáncer; todos ellos configuran el gran complejo actual de Santa Casa de Misericórida de Porto ALegre.

## Hospitales

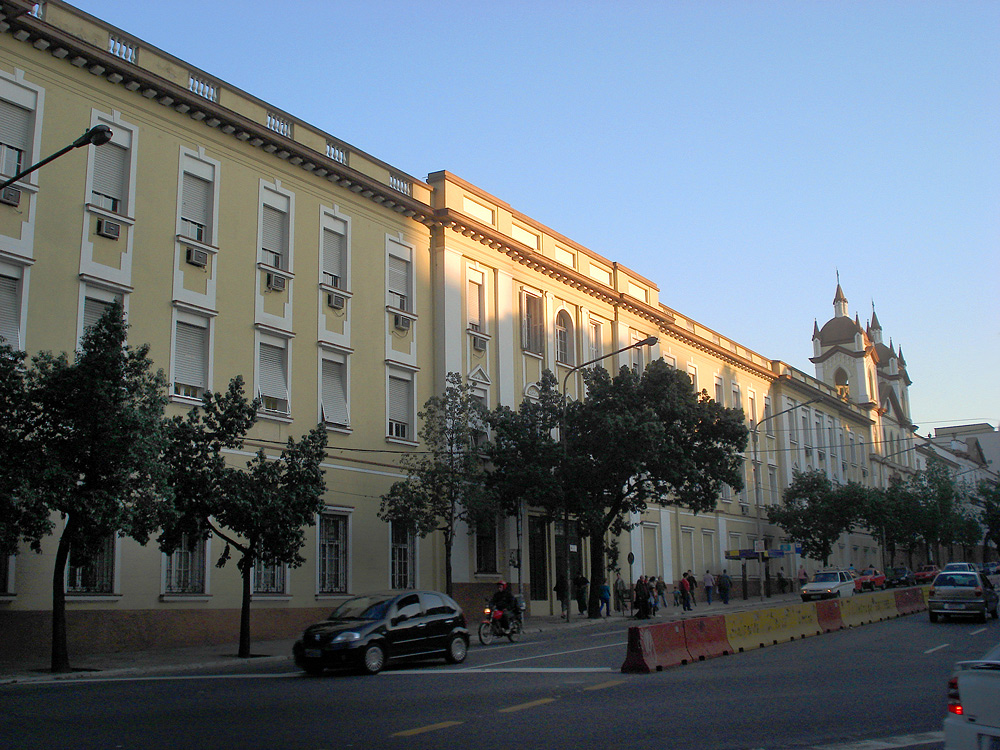
Edificio histórico de Santa Casa.

- Hospital Santa Clara, el mayor del complejo, actúa como clínica médica, cirugía materno-infantil, y otras 36 especialidades, destacando en asistencia clínica y quirúrgica en cardiología, cirugía general y cardiovascular de alta complejidad. Una de sus unidades más importantes es la Maternidade Mário Totta, fundada el 16 de noviembre de 1940, la más antigua del Estado.

- Hospital San Francisco, un centro de referencia en el sur de Brasil, en el área de la cardiología intervencionista y quirúrgica, también en el área pediátrica.

- Hospital San José, un centro de referencia en Neurocirugía con 50 años de antigüedad, que también dispone de los servicios de Neurofisiología Clínica y Neurorradiología. Su equipo es uno de los más cualificados de Brasil.

- Pabellón Pereira Filho, especializado en Pneumología clínica, cirugía torácica y radiología del tórax, siendo una referencia latinoamericana en el diagnóstico y tratamiento pneumológico y pionero en América Latina en trasplante pulmonar. Tiene una importante producción científica y programas de graduado y postgraduado.

- Hospital Santa Rita, líder y referencia brasileña en el diagnóstico y todas las formas de tratamiento en Oncología. Posee el mayor parque radioterapéutico del país y un laboratorio de Medicina Nuclear de última generación.

- Hospital pediátrico de San Antonio, especializado en Pediatría, con tratamiento de alta calidad. Sus dependencias están adaptadas a los pacientes infantiles.

- Hospital Don Vicente Scherer, posee el primer Centro de Trasplantes de todos los tipos de órganos y tejidos de América Latina.

## Centro cultural

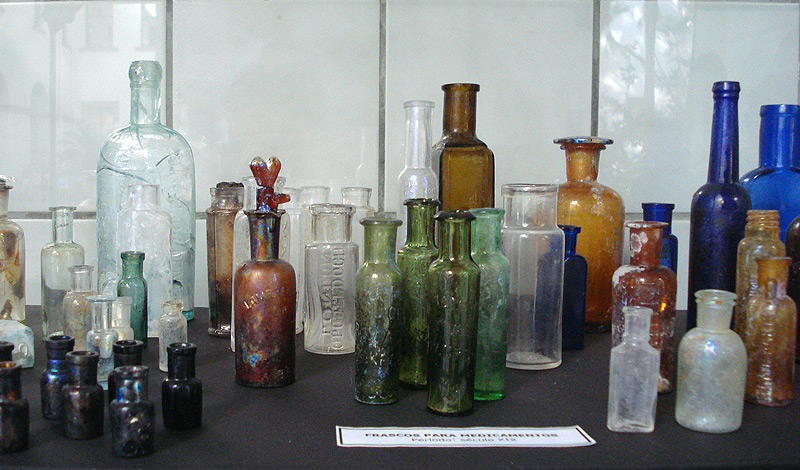
Frascos de medicamentos del

Actualmente parte de los terrenos históricos de Santa Casa, adyacentes a la avenida Independência, han sido cedidos para construir un gran centro cultural, el Centro Histórico-Cultural Santa Casa, cuya inauguración está prevista para finales de 2008. El centro contará con una pinacoteca de retratos de personalidades ligadas a la institución y figuras importantes en la historia del Estado y de Brasil; un archivo con cerca de doscientos mil documentos históricos, como libros de óbitos, registros de niños expuestos, testamentos, objetos médicos, un depósito con cerca de doce mil imágenes; un museo con una variedad de objetos médicos y farmacéuticos que ilustram la evolución de las artes médicas en el Estado; una biblioteca abierta al público, con obras científicas, didácticas y de literatura en general, y un Archivo Histórico de Medicina, con documentos desde 1843. Excavaciones arqueológicas realizadas bajo los cimientos de los edificios durante el proceso de restauración y adaptación han sacado a la luz gran cantidad de objetos que serán incorporados al futuro museo, como vajillas, herramientas variadas y frascos de medicamentos.